# 華鼎控股
華鼎集團控股有限公司，簡稱華鼎控股，以及華鼎集團控股（英語：China Ting Group Holdings Limited，港交所：3398），是在1992年由丁敏兒創立的一家紡織公司。
主要廠房位於浙江杭州、深圳、上海等地區。業務為生絲加工及織造、印染、面料設計、刺繡、針織，以及成衣製造。主要品牌為「菲妮迪」、「Dbni」、「依蘭」、「Burlington House」，以及「瑞弗史東」，該股份自2005年12月15日在香港交易所主板上市，該總部位於香港九龍官塘巧明街111號富利廣場27及28樓。

## 連結
- ChinaTing.com.hk （页面存档备份，存于）